# Droits LGBT en Bosnie-Herzégovine
Les personnes lesbiennes, gaies, bisexuelles et transgenres (LGBT) en Bosnie-Herzégovine font face à des difficultés que n'ont pas les habitants non-LGBT. L'homosexualité n'est pas illégale mais elle reste un sujet tabou dans le discours public dans une société majoritairement religieuse.

## Législation
La Bosnie-Herzégovine est divisée en deux entités politiques : la fédération de Bosnie-et-Herzégovine (FBiH) et la république serbe de Bosnie (RS). Les relations homosexuelles ont été légalisées en 1998 dans la fédération de Bosnie-et-Herzégovine et en 2000 dans la république serbe de Bosnie. L'âge de consentement est de 14 ans, quelle que soit l'orientation sexuelle (les relations sexuelles avec les personnes de moins de 14 ans étant considérées comme détournement de mineur).

## Protection législative basée sur l'orientation sexuelle
La loi sur l'égalité des sexes, adoptée en 2003, interdit la discrimination basée sur le genre et l'orientation sexuelle (Article 2). Cependant, dans les versions de cette loi en langues locales, le terme « genre » n'est pas utilisé (« sexe » étant utilisé avec la signification de « genre ») et l'orientation sexuelle n'est pas définie. Cette loi s'applique au niveau de l'État. L'interdiction de la discrimination en fonction de l'orientation sexuelle fait également partie de la constitution du district de Brčko, du droit du travail du district de Brčko et du droit pénal de Bosnie-Herzégovine (article 145), de la fédération de Bosnie-et-Herzégovine et de la république serbe de Bosnie.

### Reconnaissance des couples de même sexe
Il n'y a aucune reconnaissance légale des couples de même sexe.

## Vie quotidienne
Il n'existe aucun bar gay officiel en Bosnie-Herzégovine. Toutefois, des soirées LGBT sont souvent organisées dans différents bars, ainsi que des projections de films, des expositions et autres événements culturels.
Plusieurs associations œuvrent pour la promotion des droits humains des personnes LGBTIQ en Bosnie-Herzégovine : Udruženje Q, Sarajevski Otvoreni Centar (SOC) et oKvir.

## Incidents duQueer Sarajevo Festivalen 2008
À la fin de la première journée du Queer Sarajevo Festival, plusieurs personnes ont été agressées. Huit personnes, y compris des policiers, ont été blessées après qu'un groupe de wahabbis a attaqué les visiteurs du festival. Selon les organisatrices, la police a permis aux groupes homophobes de s'approcher des lieux, mettant ainsi en danger les participants.
Le festival, organisé par Udruženje Q, l'organisation non-gouvernementale pour la défense des droits des personnes LGBTIQ, a été inauguré dans l'académie des beaux-arts dans le centre de Sarajevo. Ces violences ont forcé les organisatrices à annuler la suite du programme qui devait durer quatre jours.
Queer Sarajevo Festival a été le premier événement de ce genre dans l'histoire de Bosnie-Herzégovine.
Le documentaire « Queer Sarajevo Festival 2008 » de Masa Hilcisin et Cazim Dervisevic a été réalisé durant ces événements et présenté au festival international du film de Berlin.

## Tableau récapitulatif
| Dépénalisation de l’homosexualité                                                      | Depuis 1971 |
| Majorité sexuelle identique à celle des hétérosexuels                                  | Depuis 1998 |
| Interdiction de la discrimination liée à l'orientation sexuelle dans tous les domaines | Depuis 2009 |
| Interdiction de la discrimination liée à l'identité de genre dans tous les domaines    | Depuis 2003 |
| Loi sur les crimes de haine incluant l'identité de genre et l'orientation sexuelle     | Depuis 2016 |
| Reconnaissance des couples de même sexe                                                | Non         |
| Adoption par les couples de personnes de même sexe                                     | Non         |
| Adoption par le beau-parent                                                            | Non         |
| Droit pour les gays et lesbiennes de servir dans l’armée                               | Oui         |
| Droit de changer légalement de genre                                                   | Oui         |
| Gestation pour autrui pour les gays                                                    | Non         |
| Accès aux FIV pour les lesbiennes                                                      | Non         |
| Autorisation du don de sang pour les HSH                                               | Non         |